# 鷲尾龍華
鷲尾 龍華（わしお りゅうげ、1987年 - ）は、大津市出身の石山寺第53代座主。同志社大学文学部美学芸術学科卒業。戸籍名は鷲尾千賀子。

## 人物
- 石山寺第52代座主鷲尾遍隆（1946年 - 2021年）[4]の長女として生まれる。2001年に得度。2010年に大学卒業後は、東レに3年間勤めた。配属先は滋賀事業場の総務課[3]。
- 2013年に東寺で伝法灌頂に入壇、東寺真言宗僧侶として僧籍取得。種智院大学仏教学科3年次編入。2015年に卒業。塔頭「法輪院」住職となる。
- 東日本大震災の4年後に東北大学で臨床宗教師の研修を受け、被災地の宮城県石巻市に入った[3]。
- 2021年12月に第53代座主に就任。747年の創建以来初の女性座主となった[2]。